# Neotheronia nigrolineata
Neotheronia nigrolineata är en stekelart som först beskrevs av Brulle 1846.  Neotheronia nigrolineata ingår i släktet Neotheronia och familjen brokparasitsteklar. Inga underarter finns listade i Catalogue of Life.